# Famille de Beauvau
Pour les articles homonymes, voir Beauvau.
La famille de Beauvau est une famille d'extraction chevaleresque (1265) originaire de l'Anjou, titulaire pendant plusieurs siècles de la seigneurie de Beauvau (Maine-et-Loire).
Elle se scinda en deux branches principales, les Beauvau du Rivau et les Beauvau-Craon, qui servirent sous les rois de France mais aussi sous les ducs de Lorraine.
Cette famille est éteinte depuis 1982.

## Origines
La famille de Beauvau est originaire de l'Anjou. Certains auteurs l'ont dite apparentée aux comtes d'Anjou, mais cette filiation est légendaire. La famille apparait dans les sources au XIVe siècle parmi la noblesse de modeste condition.
Les Beauvau passent au service des ducs d'Anjou à la fin du XIVe siècle, ce qui leur permet d'entamer une "remarquable ascension sociale". La famille se divisa en plusieurs branches (Beauvau, La Bretesche, Le Riveau, Pressigny), qui eurent des choix de patronage différents, suivant soit le duc d'Anjou, soit le roi, soit le duc de Bretagne. En 1454, Isabelle de Beauvau (fille de Louis de Beauvau ci-dessous) épousa Jean VIII de Bourbon, comte de Vendôme, qui scella leur intégration à la haute noblesse ; Isabelle est ainsi la trisaïeule du roi Henri IV, et la famille de Beauvau se vit ainsi reconnaître le titre de cousin du Roi, par Louis XIV, puis officiellement par Louis XV en 1739, réservé aux familles ayant une alliance avec la Maison de France.

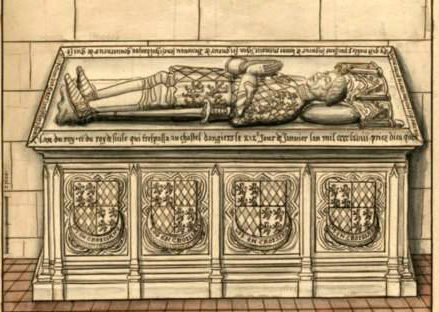
Gisant d'un autre Jean, église du Couvent des Cordeliers d'Angers.

## Personnalités
Parmi les principaux membres de la famille, on peut citer :
- René de Beauvau, qui accompagna Charles d'Anjou en 1266 à la conquête du royaume de Naples, et devint son connétable ;
- Pierre Ier de Beauvau (1380-1435), frère aîné de Bertrand ; conseiller de Charles VII et des ducs d'Anjou ;
- Louis de Beauvau (1409-1462) qui fut sénéchal d'Anjou ; fils du précédent et de Jeanne de Craon, frère de Jean IV ci-dessous ; père d'Isabelle comtesse de Vendôme ci-dessus ;
- Bertrand de Beauvau (1382-1474), qui joua un rôle de premier plan à la cour de Charles VII : souche des Beauvau-Précigné, Beauvau-Pimpéan et Beauvau-Tigné ;
- Jean de Beauvau (†1479), fils du précédent, évêque d'Angers en 1451, déposé en 1467, puis réintégré en 1469 ;
- Bertrand de Beauvau (...-1495), fils d'Antoine et petit-fils du plus célèbre Bertrand, il participa à l'entreprise de Naples du roi Charles VIII[5]. Lors de son escale à Asti, il fut le prétendant passionné de la duchesse Beatrice d'Este, épouse de Ludovico il Moro[6],[7]. Après la conquête de Naples, il reçut le comté de Policastro. Considéré comme un grand seigneur et un combattant "vaillant et audacieux", et très aimé des femmes, il mourut au combat à Naples en 1495[8].
- François de Beauvau (†1524), capitaine de François Ier ;
- Henri de Beauvau-Craon († 1630), ambassadeur du duc de Lorraine à la cour de Rome à la fin du XVIe siècle ;
- Gabriel-Henri de Beauvau, marquis de Beauvau, comte de Crissé, seigneur de Montgauger ;
- Gabrielle-Elisabeth de Beauvau fille de Gabriel-Henri et de Marie-Madeleine de Brancas, épouse le 17 avril 1738 Louis-François-Joseph de Pardieu (1711-1788), (comte d'Avremesnil) dont un fils, Louis-Elisabeth de Pardieu, colonel du régiment des grenadiers de France.

## Branche de Beauvau du Rivau
Mathieu II de Beauvau (?-1421), petit-fils de Mathieu Ier de Beauvau (il est le frère cadet de Jean II, lui-même grand-père de Pierre Ier de Beauvau ci-dessus : Mathieu Ier et Jean II étaient deux fils de Macé de Beauvau), il reçut la seigneurie de La Bessière (Beschère : à Deux-Evailles) qui servit d'abord à désigner cette branche. Son fils Pierre de Beauvau (?-1453), 2e seigneur de la Bessière, premier chambellan de Charles VII, épousa en 1438 Anne de Fontenay, dame du Rivau et de Saint-Cassien (à Angliers), qui porta cette seigneurie dans la famille de Beauvau ainsi que le château du Rivau en Anjou qui lui resta jusqu'en 1685. Les Beauvau du Rivau descendent également de Louis de Beauvau par sa seconde fille, Alix de Beauvau, née de son second mariage avec Anne de Beaujeu. Ils sont donc également de proches cousins des Bourbon-Vendôme qui devinrent rois de France à partir de 1589.
Au XVIIe siècle, Françoise du Plessis de Richelieu, sœur du cardinal, épouse Jean-Baptiste de Beauvau du Rivau (puis René de Vignerot).
La seigneurie du Rivau fut érigée en marquisat de Beauvau du Rivau en 1664 par Louis XIV, au profit de Jacques III de Beauvau, seigneur du Rivau, et elle servit depuis à désigner cette branche, qui hérita aussi de Montgogier.

### Personnalités
La branche de Beauvau du Rivau fit souche en Bretagne et donna deux évêques à Nantes. Elle compta notamment :
- Gabriel de Beauvau du Rivau, évêque de Nantes de 1635 à 1668 ;
- Gilles Jean-François de Beauvau du Rivau, évêque de Nantes de 1679 à 1717, neveu du précédent ;
- Pierre-François de Beauvau du Rivau, évêque de Sarlat de 1688 à 1701 ;
- René François de Beauvau du Rivau (1664-1739), archevêque de Toulouse et de Narbonne, neveu du précédent.

## Branche de Beauvau-Craon
Jean IV, seigneur de Beauvau (1421-1503), frère du sénéchal Louis ci-dessus et fils de Pierre, seigneur de Beauvau et de Sermaise en Anjou, adopta le nom de sa mère Jeanne de Craon (femme de Pierre Ier de Beauvau ci-dessus ; issue des Craon-La Ferté Bernard, une branche cadette de la grande famille féodale angevine qui posséda la seigneurie de Craon (Mayenne)), pour honorer la mémoire de celle qui mourut en couches en lui donnant le jour. Il commença donc la branche de Beauvau-Craon (qui n'eut pas, au demeurant, la baronnie de Craon (Mayenne) : en effet cette seigneurie angevine passa, par héritage de la branche aînée des Craon, aux Sully puis aux La Trémoille). En devenant, du droit de sa femme Jeanne de Manonville (1432-1489 ; épousée en 1468), baron de Manonville, il implanta en outre cette nouvelle branche en Lorraine, où elle eut Haroué, rebaptisé marquisat puis principauté de Craon, dans le cadre du duché de Lorraine et du Saint-Empire romain germanique.
À la mort de René II de Beauvau-Craon (petit-fils du précédent, et fils de Pierre II et Marguerite de Montb(e)ron, fille du prince de Mortagne Guichard de Montberon) en 1548, ses fils se partagèrent le patrimoine : - Claude (mort en 1597) continua la branche des seigneurs barons de Beauvau, barons de Manonville, seigneurs de Noviant, Tremblecourt, etc., et acquit la seigneurie de Fléville par son mariage avec Nicole de Lutzelbourg ; - Alophe commença le rameau des barons de Rorté (ou Rorthey, seigneurie acquise par leur grand-père Pierre II de Beauvau), et - Jean commença celui des seigneurs de Panges (seigneurie héritée de leur mère Claude (de) Baudoche, dame de Panges, femme de René II).
Henri II de Beauvau-Craon (1610-1683 ; x sa cousine germaine Catherine d'Haraucourt), [fils d'Henri Ier († 1630 ; x autre Catherine d'Haraucourt), lui-même fils de Charles de Manonville († 1595 ; x Philiberte de Saulx), fils de Claude († 1597 ; x Nicole de Lützelbourg) ci-dessus], fut fait marquis de Beauvau par Louis XIV en 1664. Son petit-fils et successeur Marc (1679-1754), marquis de Beauvau, de Craon (en 1712), reçut en outre le marquisat d'Haroué du duc de Lorraine Léopold, et fit construire le château (ou palais) d'Haroué à côté de l'ancien château des Bassompierre. Il fut fait prince du Saint Empire et créé 1er prince de Craon par l'empereur germanique en 1722 (dans l'usage, on dit souvent prince de Beauvau-Craon).
Le 2e prince, Charles Juste de Beauvau-Craon, avait épousé la fille du duc de Bouillon, lequel avait rang de prince étranger à la cour de France, et Louis XV reconnut en 1745 l'usage du titre de prince aux Beauvau-Craon, qui furent ainsi admis aux honneurs de la Cour en 1775.
Les princes possédèrent également le Château de Sainte-Assise à Seine-Port (Seine-et-Marne) de 1827 à 1922.
Etienne et Marc de Beauvau eurent des écuries de chevaux au XIXe siècle. Étienne fut propriétaire du château de Thoisy-la-Berchère (Côte-d'Or) et conseiller général de ce département.
On peut citer outre les princes :
- Marie Françoise Catherine de Beauvau-Craon (1711-1787), fille du 1er prince, marquise de Boufflers, maîtresse du roi Stanislas Ier

### Liste des princes de Beauvau-Craon
1. 1722-1754 : Marc de Beauvau-Craon (1679-1754), 1er prince de Beauvau, vice-roi et administrateur du Grand-duché de Toscane.
2. 1754-1793 : Charles Juste de Beauvau-Craon (1720-1793), 2e prince de Beauvau, maréchal de France. Il a laissé son nom à l'hôtel de Beauvau, place Beauvau à Paris, où siège aujourd'hui le ministère de l'Intérieur, dont il fut le locataire de 1770 environ à sa mort.
3. 1793-1849 : Marc Étienne Gabriel de Beauvau-Craon (1773-1849), 3e prince de Beauvau, chambellan de Napoléon Ier.
4. 1849-1864 : Charles de Beauvau-Craon (1793-1864), 4e prince de Beauvau, fils du précédent, militaire et sénateur français.
5. 1864-1883 : Marc de Beauvau-Craon (1816-1883), 5e prince de Beauvau, député de la Sarthe, fils du précédent.
6. 1883-1942 : Charles-Louis de Beauvau-Craon (1878-1942), 6e prince de Beauvau.
7. 1942-1982 : Marc de Beauvau-Craon (1921-1982), 7e et dernier prince de Beauvau, fils du précédent.

### Descendance de Marc,1erprincede Beauvau-Craon
```
o 
Marc de Beauvau-Craon (1679-1754)

   o Gabrielle-Françoise de Beauvau-Craon (1708-1758)
   o 
Marie-Françoise-Catherine de Beauvau-Craon
 (1711-1787) 
   o 
Charles-Juste de Beauvau-Craon
 (1720-1793)
       o 
Anne-Louise de Beauvau-Craon
 (1750-1834)
   o 
Ferdinand-Jérôme de Beauvau-Craon
 (1723-1790)
       o 
Marc-Étienne-Gabriel de Beauvau-Craon
 (1773-1849)
           o 
Charles-Just-François-Victurnien de Beauvau-Craon
 (1793-1864) 
              o Marie-Delphine-Élisabeth-Stéphanie de Beauvau-Craon (1842-1898)
              o Béatrice de Beauvau-Craon (1844-1895)
           o 
(suite : voir ci-dessous)

   o 
Anne-Marguerite-Gabrielle de Beauveau-Craon
```

### Descendance de Charles,4eprincede Beauvau-Craon
```
 
Charles
-Just-François-Victurnien
 (1793-1864), 
4
e
 
prince
 de Beauvau
x (1) (1815) Lucie-Virginie de Choiseul-Praslin (1794-1834)
│  │
│  ├──> 
Marc
-René-Antoine-Victurnien
 (1816-1883), 
5
e
 
prince
 de Beauvau
│  │    x (1) (1840) 
Marie Catherine Augustine d'Aubusson
 (1824-1862)
│  │    │  │
│  │    │  ├──> Jeanne Victurnienne (1848-1924)
│  │    │  │    x (1867) Robert-Marie-Albert-Ferdinand de Mun (1839-1887), comte de Mun
│  │    │  │
│  │    │  ├──> 
Isabelle
-Marie-Blanche-Charlotte-Victurnienne (1852-1875)
│  │    │  │    x (1874) 
Agénor de Gramont
, duc de Guiche
│  │    │  │
│  │    │  └──> Louise (1861-1885)
│  │    │       x (1879) Bertrand de Blacas d'Aulps (1852-1940)
│  │    │
│  │    x (2) (1875) Marie-Adèle de Gontaut-Biron (1848-1938)
│  │       │
│  │       ├──> Henriette (1876-1931)
│  │       │    x (1896) Charles d'Harcourt (1870-1956)
│  │       │
│  │       └──> 
Charles-Louis
-Juste-Élie-Marie Joseph-Victurnien
 (1878-1942), 
6
e
 
prince
 de Beauvau
│  │            x (1920) Mary Grace Gregorini (1896-1970)
│  │            │
│  │            └──> 
Marc
-Charles-Louis-Joseph-Marie
 (1921-1982), 
7
e
 
prince
 de Beauvau
│  │                 x (1) (1952) Marie Cristina Patino y de Borbon (n. 1932) (div. 1958)
│  │                 │  │
│  │                 │  ├──> Marie (
Minnie
) Isabelle Cristina Adèle Gracie (1953-2023)
[
12
]

│  │                 │  │    x (1) (1978) Duncan Hugh McLaren (n. 1944) (div. 1986)
│  │                 │  │    │
│  │                 │  │    x (2) (1986) Javier Botana (n. 1949)
│  │                 │  │
│  │                 │  └──> Marie 
Diane
 Cristina Gabrielle (n. 1955)
│  │                 │      x (1979) Ahmed Mohamadialal (n. 1952) (div. 1985) 
│  │                 │
│  │                 x (2) (1972) Laure du Temple de Rougemont (1942-2017)
│  │                    
│  │
│  └──> Étienne-Guy-Charles-Victurnien (1818-1865)
│       x (1844) Berthe de Rochechouart-Mortemart (1825-1882)
│       │
│       ├──> Hélène-Marie-Antoinette-Victurnienne (1848-1899)
│       │    x (1869) Pierre-Maurice de Montboissier-Beaufort-Canillac
│       │
│       ├──> Blanche-Marie-Victurnienne (1851-1873)
│       │    x (1869) Adrien de Wignacourt (1845-1915)
│       │
│       └──> Renée-Marie-Victurnienne (1855-1886)
│            x (1875) Alof de Wignacourt (1847-1925)
│
x (2) (1839) Eugénie-Ludmille-Alexandrine-Joséphine Komar (1819-1881)
   │
   ├──> Marie-Delphine-
Élisabeth
-Stéphanie (1842-1898)
   │    x Gaston-Alexandre de Ludre-Frolois (1830-1897)
   │
   └──> 
Béatrix
-Jeanne-Marie-Joséphine (1844-1895)
        x 
Horace de Choiseul-Praslin
 (1837-1916)
```

### Fonds d'archives
- Archives départementales d'Indre-et-Loire